# スバル・EZ型エンジン

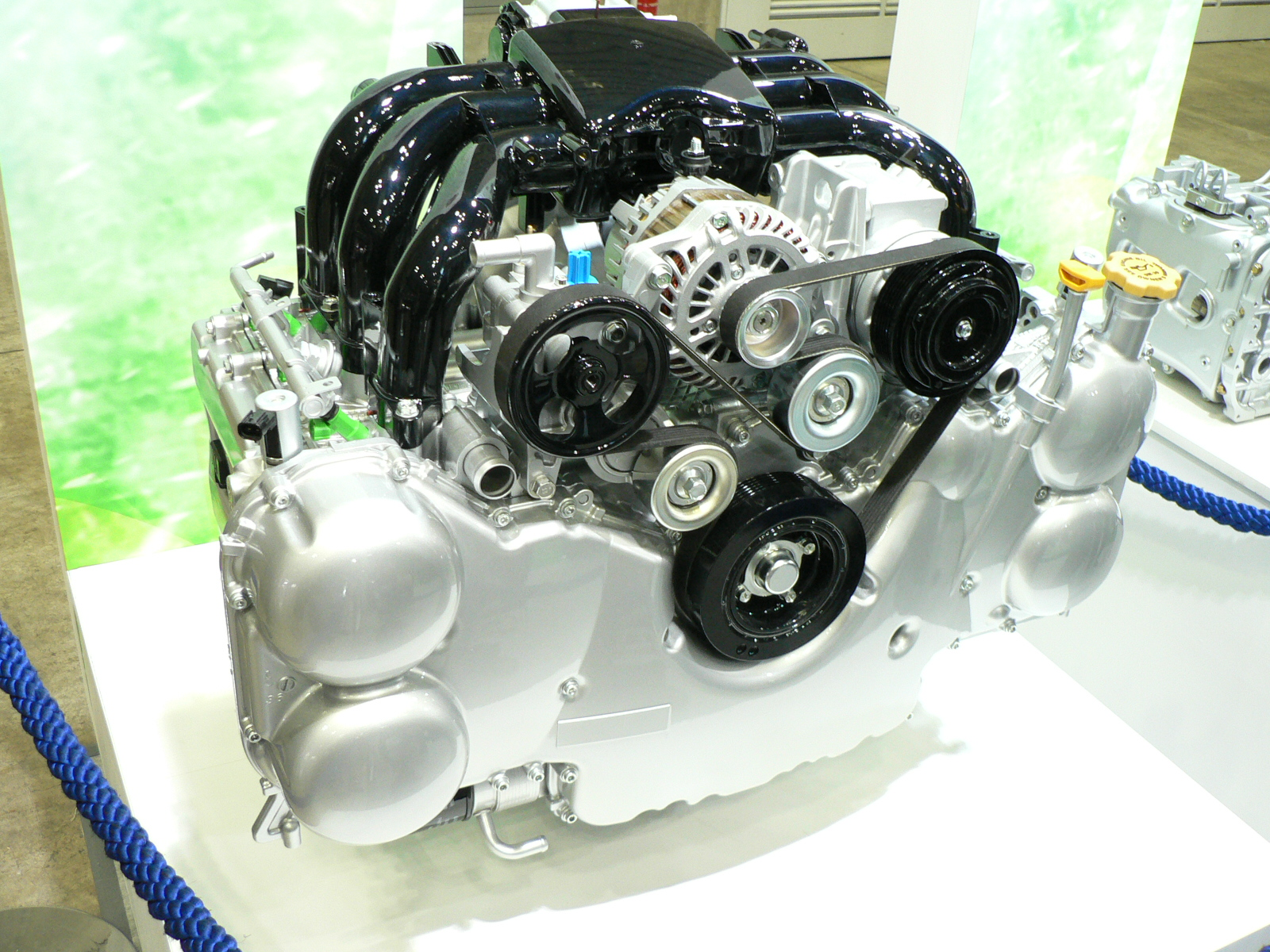
スバル・EZ36

スバル・EZ型エンジン（スバル・EZがたエンジン）とは、SUBARU（旧・富士重工業）の水平対向6気筒ガソリンエンジンの系列である。
3代目レガシィにEZ30が初めて搭載され、その後もレガシィシリーズ及びトライベッカにEZ30、EZ36が搭載された。

## 基本仕様
- シリンダ配列：水平対向6気筒
- サイクル：4ストローク
- 燃料：ガソリン
- 動弁系：DOHC 24バルブ 直打式
- 燃料供給方式：EGI
- ボアピッチ：98.4mm
- デッキハイト：202mm
- クランクジャーナル径：64mm
- クランクベアリング数：7（スラストベアリングは#7）

## 歴史

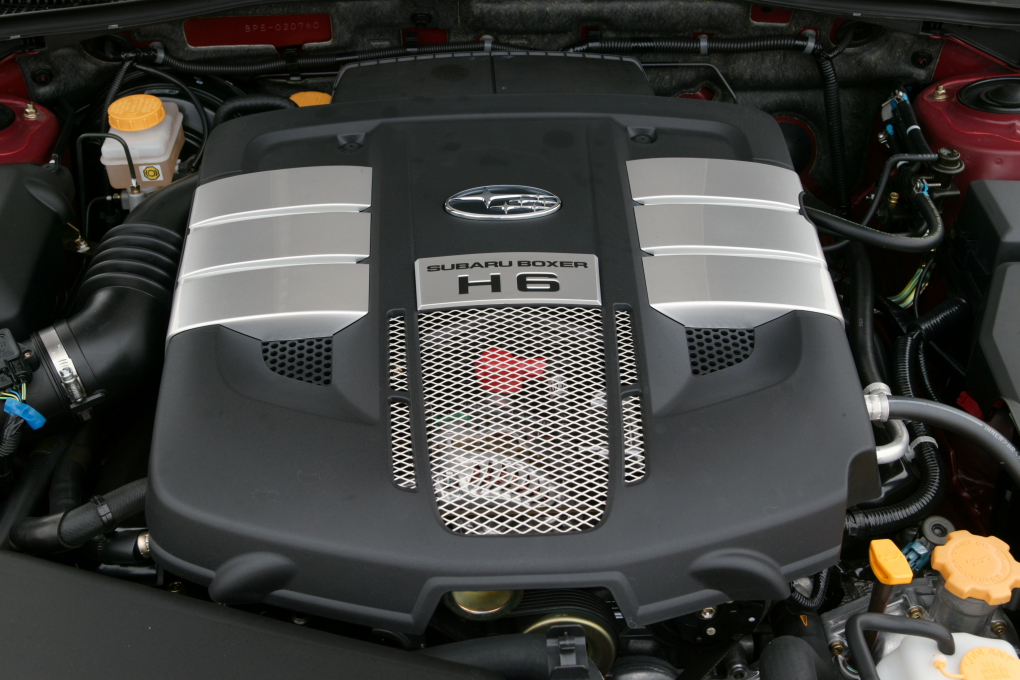
EZ30

2000年、アルシオーネSVXに搭載されていたEG33が生産終了してから約4年のブランクの後、スバルの6気筒エンジンとしては3代目となるEZ30がレガシィランカスター6に搭載されデビューした。EJ型をベースに6気筒化したEG33とは水平対向6気筒エンジンであること以外に共通点は無く、完全新設計のエンジンである。ボアピッチが短く、EG33よりも前後方向に短くなっている。また、バルブ挟み角を大きくすることでシリンダーヘッド高さを抑え、ピストンストロークを80mmまで延ばし、過度なショートストロークエンジンになることを避けた。なお、カムシャフトの駆動方式にスバルとして初めてチェーン式を採用している。最大出力は220PS、最大トルクは29.5kg·mであった。搭載グレードは当初ランカスター6のみだったが、後にツーリングワゴン GT30、B4 RS30などに搭載された。このモデルのみ、シリンダーヘッドにエキゾーストマニホールドを内蔵する。
2003年に登場した4代目レガシィ搭載のEZ30では呼称をEZ30-Rとし、吸気AVCSを適用し、同時に同じく吸気側の動弁系にダイレクト可変バルブリフト機構を適用した。この構成はポルシェのバリオカム・プラスの構成と同じである。奇しくも互いに水平対向6気筒エンジンへの適用となっている。この動弁系の改良もあり、最大出力は250PS、最大トルクは31.0kg·mになった。また、2004年10月にはスバルの6気筒エンジンとして初めて6MTが組み合わされ、スポーツグレード3.0R spec Bがデビュー。2007年5月までの約2年半の間だけ生産された。
2005年にアメリカ市場で発売されたB9トライベッカにも4代目レガシィと同仕様のEZ30が搭載された。しかし、レガシィを大きく上回る重量に対応しきれず、高回転域を多用することになり、燃費も良くなかった。
2007年、トライベッカのビッグマイナーチェンジにてEZ36がデビューした。EZ30に対し、ボア・ストロークをともに拡大し、排気量は3,629ccになった。主運動系の組み立て工程を変更し、シリンダブロックのピストンピン用サービスホールを廃止している。一般的な他社製エンジンと同様にピストンとコンロッドを組み立てた上で、これをシリンダブロック内のクランクシャフトに締結する。この作業性確保のため、コンロッド大端部はロッドに対して斜めに分割されている。また、コンロッド大端部は、成型・加工後に破断させるクラッキングコンロッドを採用している。動弁系では、ダイレクト可変バルブリフト機構を廃止し、排気側にもAVCSを追加してデュアルAVCSとした。チェーンシステムも大幅に見直しており、サイレントチェーンの採用、リダクション方式採用によるレイアウトの変更などを施している。エンジン冷却系を並列流しとし、ウォーターポンプの駆動トルク低減、冷却効率の向上を果たした。これによって高めの圧縮比（10.5）にしながらも、使用燃料をレギュラー指定とし、かつトライベッカはEZ30モデルよりも燃費を向上している。最大出力は256hp（258PS）、最大トルクは247lb·ft（35.7kg·m）である（カッコ内はいずれも欧州モデル）。
2009年、フルモデルチェンジを受け5代目になったレガシィシリーズのアウトバックにEZ36が搭載され、日本国内に初めてEZ36が登場した。トルクピークが若干高回転側に移動したことにより、最大出力は260PSへ上昇、最大トルクは34.2kg·mに減少している。このフルモデルチェンジに際し、4代目レガシィに搭載されていたEZ30は廃止され、ラインナップから消滅している。
2014年に登場した6代目レガシィシリーズではEZ36が海外仕様のみの設定となり、国内からは1代限りで姿を消すことになった。同年にはトライベッカが生産を終了しており、以降はレガシィシリーズがスバルで唯一水平対向6気筒を搭載する車種となった。
2019年に北米で登場した7代目レガシィシリーズにおいて、EZ36はFA24に置き換えられる形でラインナップから廃止され、EZ型エンジンは19年にわたる生産を終了した。同時にスバルから水平対向6気筒を搭載する車種も消滅した。

## バリエーション

### EZ30
3代目レガシィ（ランカスター6）に初搭載。
- 排気量：2,999cc
- 内径×行程：89.2mm×80.0mm
- 圧縮比：10.7
- 出力：220PS
- トルク：29.5kg·m
- 燃料：無鉛プレミアムガソリン
- 搭載車種：3代目レガシィシリーズ

### EZ30（AVCS・ダイレクト可変バルブリフト機構付き）
4代目レガシィに初搭載。吸気動弁系にAVCSとダイレクト可変バルブリフト機構を採用。
- 排気量：2,999cc
- 内径×行程：89.2mm×80.0mm
- 圧縮比：10.7
- 出力：250PS、250hp
- トルク：31.0kg·m
- 燃料：無鉛プレミアムガソリン
- 搭載車種：4代目レガシィシリーズ、B9トライベッカ

### EZ36
トライベッカのビッグマイナーチェンジと共に初登場。デュアルAVCS採用。
- 排気量：3,629cc
- 内径×行程：92.0mm×91.0mm
- 圧縮比：10.5
- 出力：256hp（北米）、258PS（欧州トライベッカ）、260ps（国内アウトバック）
- トルク：247lb·ft（北米）、35.7kg·m（欧州トライベッカ）、34.2kg·m（国内アウトバック）
- 燃料：無鉛レギュラーガソリン
- 搭載車種：トライベッカ、アウトバック

## 生産拠点
- 群馬製作所大泉工場
- スバル・オブ・インディアナ・オートモーティブ